# نيم (نبات)
النيم أو الشريش (الاسم العلمي: Azadirachta) هو جنس من النباتات يتبع الفصيلة الأزدرختية من رتبة الصابونيات.

## أنواع نبات النيم
- النيم الشائع أو النيم الهندي أو الأزدرخت الهندي (الاسم العلمي:Azadirachta indica)
- النيم العالي (الاسم العلمي:Azadirachta excelsa)